# Molotschna
Die Molotschna (ukrainisch Молочна, russisch Молочная Molotschnaja) ist ein Zufluss des Asowschen Meeres im Südosten der Ukraine.

## Verlauf
Die eigentliche Molotschna entsteht unmittelbar westlich der Stadt Tokmak aus den kleinen Flüsschen Tschyngul und Kurkulak. Wenig unterhalb, bei der Kleinstadt Molotschansk mündet von links der bedeutend längere Tokmak ein, so dass dieser auch als Oberlauf der Molotschna gilt. Die Gesamtlänge der Molotschna mit Tokmak beträgt 197 km. Alle Quellflüsse entstehen an der Südflanke der etwa 300 m hohen Asowhöhen.
Der Tokmak fließt zunächst von seiner Quelle bis zur Stadt Tokmak in westlicher Richtung und überwindet bereits auf den ersten Kilometern den größten Teil seines Gefälles. Die Molotschna fließt dann ab dem Zusammenfluss bei Tokmak zumeist mäandrierend in südsüdwestlicher Richtung durch ein weites Tal mit steiler rechter (westlicher) und flacher linker (östlicher) Flanke. Der Höhenunterschied auf diesen mehr als 100 Kilometern bis zur Mündung beträgt nur etwa 25 m.
Im Unterlauf ist die Molotschna bis etwa 15 m breit und 2 m tief. Sie mündet schließlich wenige Kilometer südlich der Großstadt Melitopol, die sie östlich umfließt, in den etwa 35 km langen, bis zu 8 km breiten und nach der Ramsar-Konvention unter Naturschutz stehenden Molotschna-Liman des Asowschen Meeres.
Auf ihrem gesamten Verlauf durchfließt die Molotschna die Oblast Saporischschja.

## Hydrographie
Das Einzugsgebiet umfasst 3450 km². Die mittlere Durchflussmenge beträgt 2,1 m³/s. Dabei variiert die Wasserführung niederschlagsabhängig sehr stark. Insbesondere im Herbst und Winter kommt es zu Hochwassern, während der Fluss im trocknen Sommern ganz austrocknen oder in kalten Wintern bis zum Grund durchfrieren kann.

## Geschichte

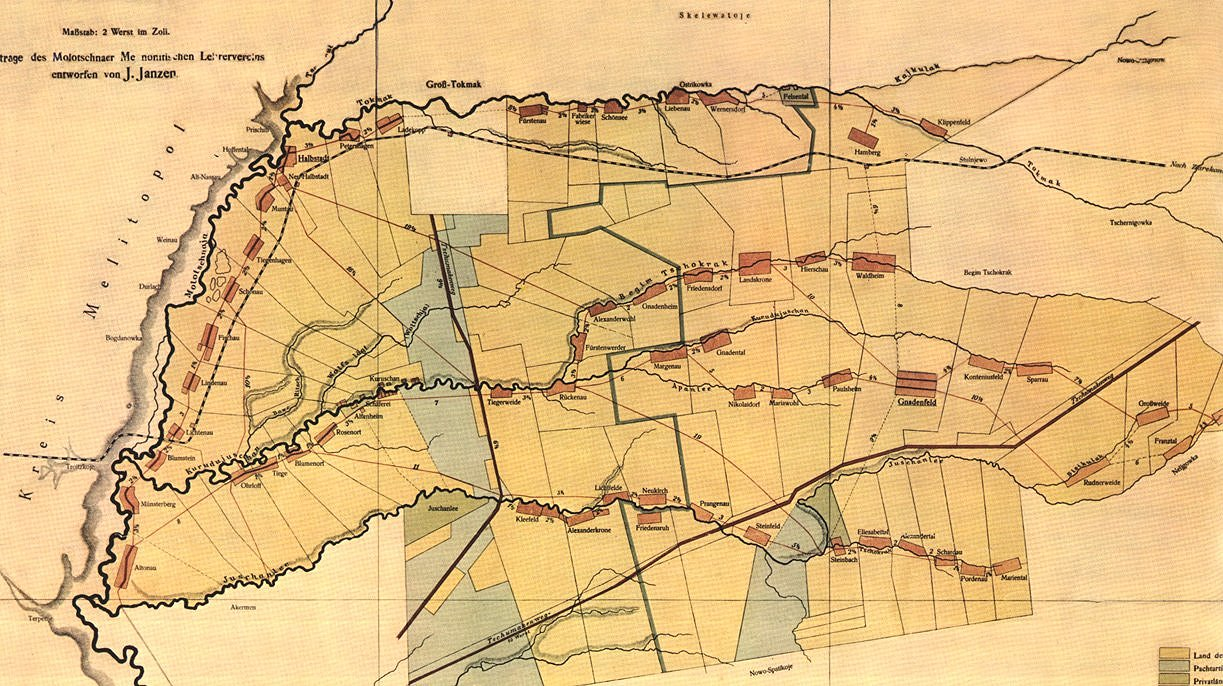
Karte der Mennonitenansiedlung Molotschna von 1912

Nördlich Melitopol liegt unmittelbar am rechten Ufer der Molotschna die Sandsteinfelsgruppe Kamjana Mohyla (wörtlich „Steingrab“). Hier wurde eine große Zahl von Felszeichnungen entdeckt, die bis in die Jungsteinzeit zurück reichen. Diese herausragende archäologische Fundstätte wurde 2006 von der Ukraine als UNESCO-Welterbestätte nominiert.
Im Altertum war die Molotschna als Gerrhus, Gerrus oder Gerros bekannt (altgriechisch Γέρρος ποταμός).
Zu Beginn des 19. Jahrhunderts gründeten deutsche Mennoniten am linken Ufer von Molotschna und Tokmak südlich der Stadt Tokmak eine Kolonie, in der bis 1863 57 Dörfer entstanden, und benannten sie nach dem Fluss Molotschna (in plautdietscher Abwandlung Molosch). Aus deren Hauptdorf Halbstadt (Namensgeber für die spätere sibirische „Tochterkolonie“ Halbstadt in der Region Altai) entstand die heutige, ebenfalls nach dem Fluss benannte Kleinstadt Molotschansk.
Während des Krieges gegen die Sowjetunion 1941–1945 errichtete die deutsche Wehrmacht entlang der Molotschna eine starke Verteidigungslinie als Teil des so genannten „Ostwalls“. An diesem südlichsten Teil der Wotan-Linie konnte die deutsche 6. Armee die Truppen der Roten Armee nach deren Vorrücken während der Donezbecken-Operation am 22. September 1943 zum Stehen bringen. Die Linie wurde darauf von der 4. Ukrainischen Front der Roten Armee in anderthalbmonatigen erbitterten Kämpfen im Rahmen der Melitopoler Operation überwunden, wobei auf beiden Seiten zusammen fast 130.000 Soldaten ums Leben kamen.